# Paul Hameleers

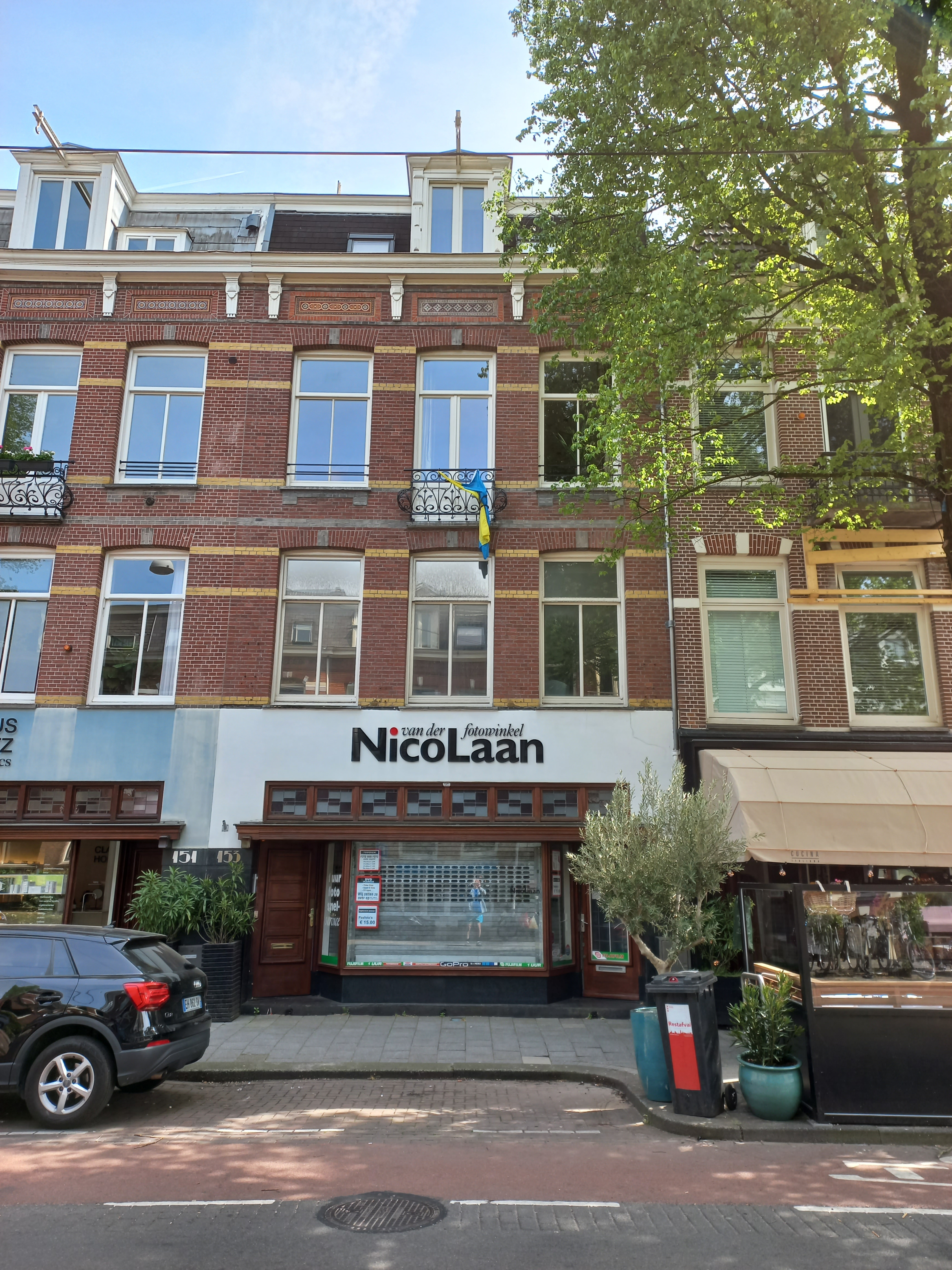
Willemsparkweg 153, Amsterdam
Echtpaar Hameleers woonde en werkte op de tweede verdieping (foto mei 2023)

Paul Hameleers (Maastricht, 18 december 1920 – Amsterdam, 10 september 2010) was een Nederlands tenor, alhoewel in zijn beginperiode hij ook nog altpartijen zong.
Hij was zoon van onderwijzer Petrus Leonardus Hubertus (Leon) Hameleers en Adriana Jacqueline Caroline Wilhelmina Heijmans. Hijzelf trouwde met Elisabeth Maria de Jong (4 juni 1921-15 maart 1999); beiden werden begraven op de Begraafplaats Buitenveldert. Zoon Frank Hameleers is/was koordirigent bij Kamerkoor VOCOZA (Vondelpark Concertgebouwbuurt Zangers; een amateurkoor), maar leidde ook het Groot Omroepkoor. Dochter Mea Hameleers zat ook enige tijd in de muziekwereld.
Hij kreeg zijn basisopleiding in Meerssen. Hij was lid van het Basilicakoor Meerssen onder leiding van Huub Voncken. Verdere ontwikkeling vond uitsluitend plaats via privélessen; Bodi Rapp, Jacoba Dhont en Benoit Franssen waren zijn docenten. Hij maakte deel uit van gezelschappen rondom blokfluitist Kees Otten zoals Muziekkring Obrecht en Syntagma Musicum. Ook was hij zanger in het dubbelkwartet van Piet van Egmond. Dit combineerde hij met een zangpartij in het Nederlands Kamerkoor, waar zijn vrouw eerder in zong dan hijzelf. Daardoor belandde hij in Amsterdam, alwaar hij met zijn vrouw zangeres Betty de Jong privélessen gaf. Onder andere Sytze Buwalda, Maarten Engeltjes en Trijntje Oosterhuis kregen les van hen. Als uitvoerend muzikant was hij betrokken bij concerten in Ons’ Lieve Heer op Solder en de Obrechtkerk. Dit werd op later leeftijd voortgezet als dirigent van het koor van "Zorgcentrum Sint Jacob".
Ook op bestuurlijk vlak was hij actief binnen de kerkmuziek. Hij was ruim 35 jaar bestuurslid van de Nederlandse Sint-Gregoriusvereniging afdeling Bisdom Haarlem.
Hameleers gaf naar aanleiding van het overlijden van zoon Tijs (1958-1999) een opdracht aan Daan Manneke een requiem te componeren voor zijn overleden zoon. Het werd uitgevoerd door het Amsterdams Bach Consort (gemengd koor) en voerde terug op Bijbelteksten gezongen door een tenor, muzikale begeleiding bestond uit een harp, ook weer een verwijzing naar de Bijbel. Manneke droeg het werk aan Hameleers op. Ook een andere componist droeg een werk aan hem op. Componist Gerard Kockelmans deed dat met zijn Plaintes d’un chrétien voor tenor en piano op teksten van Jean Racine (1956).
Ook Betty de Jong kreeg een eigen compositie toebedeeld. In 1999 schreef organist Bernard Bartelink zijn Requiem pro Elisabeth. Het werd bij de première uitgevoerd onder leiding van zoon Frank.